# داکوتا (مینه‌سوتا)
داکوتا، مینه‌سوتا (به انگلیسی: Dakota, Minnesota) یک شهر در ایالات متحده آمریکا است که در مینه‌سوتا واقع شده‌است.

## خصوصیات
داکوتا ۲٫۵۴ کیلومترمربع مساحت و ۳۲۳ نفر جمعیت دارد و ۲۰۷ متر بالاتر از سطح دریا واقع شده‌است.

## نگارخانه

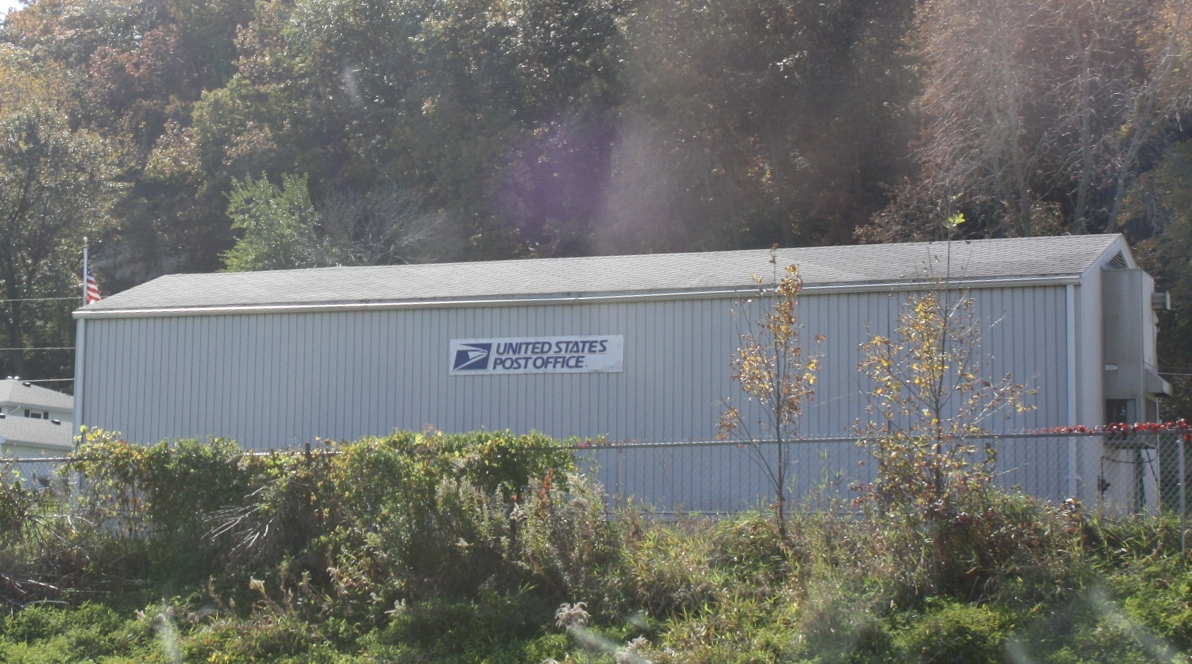
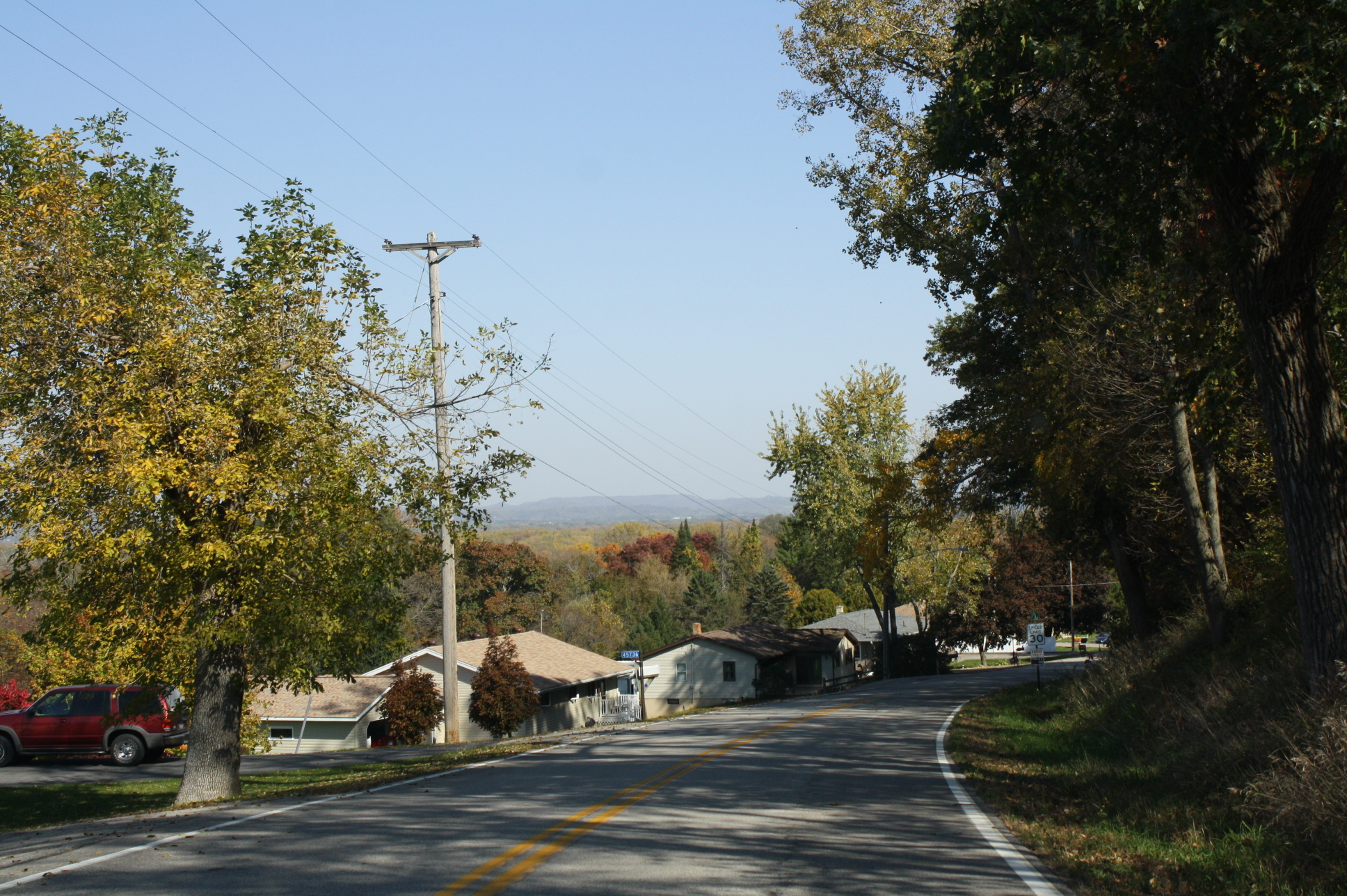